# Cantando por un sueño (Costa Rica)
Cantando por un sueño (Versión CR) es realizado bajo el formato de Televisa, y era transmitido bajo licencia por Teletica, los sábados a partir de las 7 p. m. en el estudio Marco Tulio Picado en las instalaciones de Teletica ubicadas en la Sabana Oeste, San José. Inició el 5 de abril del 2008.

## Historia
El formato nació de Bailando por un sueño, programa mexicano extremadamente exitoso. Luego de unas temporadas, se crea Cantando por un sueño. Más tarde se vuelve franquicia y es vendida a países como: Argentina, El Salvador, Paraguay, Colombia, Brasil, Panamá, Ecuador, Rumania, y Costa Rica.
En el programa un soñador que debe tener facultades para el canto, es acompañado por un famoso y un maestro, en un concurso de canto, donde en cada programa debe mostrar sus habilidades con diferentes géneros (balada, pop, cumbia, vallenato, bolero). La pareja que menos puntos obtenga por parte del jurado quedará sentenciada para que así, sea el público quien con sus mensajes de texto SMS, o llamadas telefónicas, vote por qué pareja debe ser la que seguirá en el programa gracias a esto el programa le da importantes ganancias por cada mensaje enviado. La semana siguiente los dos tríos se irán a duelo, en el cual se evaulua uno de los géneros de la semana anterior.

## Animación
El programa es conducido por:
- Edgar Silva (periodista y conductor de Buen Día)
- Verónica González (ex miss Costa Rica, modelo, conductora, exparticipante de Bailando por un Sueño).
- Mauricio Hoffman (conductor, animador del programa Sábado Feliz, ganador de Bailando por un Sueño).

## Jurados[2]
| Nombre               | Profesión                                                                           | Nacionalidad          |
| -------------------- | ----------------------------------------------------------------------------------- | --------------------- |
| Mariamalia Jacobo    | Conpositora/Ganadora del premio ACAM/Pianista                                       | Bandera de Costa Rica |
| Fabián Zolo          | Cantante/Compositor/Premio ACAM mejor intérprete masculino en el género góspel      | Bandera de Costa Rica |
| María Marta López    | Maestra de canto/Premio de canto lírico en Sicilia, Italia/Máster en música clásica | Bandera de Costa Rica |
| Gourguen Mkrtytchian | Maestro de canto/Cantante profesional                                               | ruso                  |

## Participantes[3]
| Famoso            | Ocupación                        | Soñador            | Maestros                 | Nacionalidad  | Puesto alcanzado     |
| ----------------- | -------------------------------- | ------------------ | ------------------------ | ------------- | -------------------- |
| Pamela Alfaro     | Conductora / Modelo              | Romaldo Rodríguez  | Bernardo Quesada         | costarricense | Ganadores            |
| Hanzel Carvallo   | Periodista / conductora          | Marco Navarro      | Rosanna Telford          | costarricense | Segundos             |
| Daniel Quiros     | Periodista                       | Karina Severino    | Duvalier Quirós          | costarricense | Finalistas           |
| Laura Rodrigez    | Periodista                       | Marco Jara         | Tapón                    | costarricense | 10.ª Semifinalistas  |
| Natalia Pereira   | Actriz / conductora              | Eduardo Aguirre    | Enrique Dodero           | costarricense | 9.ª pareja eliminada |
| Edgar Murillo     | Humorista / actor                | Karla Mena         | Juan Pablo Gómez         | costarricense | 8.ª pareja eliminada |
| Domingo Arguello  | Periodista / conductor / locutor | Stephanie Chaverri | Geovanny Rodríguez       | costarricense | 7.ª pareja eliminada |
| Edgar Barrantes*A | Conductor                        | Sasha López        | Frank Victory            | costarricense | 6.ª pareja eliminada |
| René Barboza      | Periodista / Conductor           | Marilyn Villalobos | Fernando Castro          | costarricense | 5.ª pareja eliminada |
| Eduardo Quesada   | Actor                            | Ana Rodríguez      | Eduardo Carmona          | costarricense | 4.ª pareja eliminada |
| Marilyn Gamboa    | Actriz/ modelo/ conductora       | Manuel Solano      | Allan Guzmán             | costarricense | 3.ª pareja eliminada |
| Walter Campos     | Periodista                       | Mildred Fernández  | Luz María Romero         | costarricense | 2.ª pareja eliminada |
| Javier Cuza       | Exfutbolista                     | Carol Hernández    | María Fernanda “Marifer” | costarricense | 1.ª pareja eliminada |

La plantilla {{Fn}} ya no debe usarse. En su lugar usa el nuevo sistema de referencias..  William Santamaría tuvo que abandonar el programa por problemas de salud y fue reemplazado por el conductor de TV, Edgar Barrantes 

## Los votos del Jurado
| Participante | 01 | 02            | 03            | 04            | 05            | 06            | 07            | 08            | 09            | 10            | SF             | F              | Resultado      |
| ------------ | -- | ------------- | ------------- | ------------- | ------------- | ------------- | ------------- | ------------- | ------------- | ------------- | -------------- | -------------- | -------------- |
| Pamela       | 63 | 64            | 69            | 64            | 70            | 66            | 69            | 74            | 69            | 67            | 111            | 115            | Ganadores      |
| Hanzel       | 57 | 55            | 67            | 62            | 69            | 66            | 68            | 71            | 68            | 74            | 116            | 115            | Segundos       |
| Daniel       | 59 | 55            | 62            | 64            | 65            | 70            | 67            | 72            | 67            | 74            | 0*B            | Finalistas     | Finalistas     |
| Laura        | 56 | 57            | 61            | 60            | 65            | 66            | 70            | 68            | 63            | 72            | 10° Eliminados | 10° Eliminados | 10° Eliminados |
| Natalia      | 57 | 53            | 65            | 59            | 71            | 65            | 64            | 70            | 62            | 9° Eliminados | 9° Eliminados  | 9° Eliminados  | 9° Eliminados  |
| E. Murillo   | 57 | 52            | 62            | 62            | 57            | 58            | 52            | 63            | 8° Eliminados | 8° Eliminados | 8° Eliminados  | 8° Eliminados  | 8° Eliminados  |
| Domingo      | 58 | 55            | 58            | 54            | 67            | 61            | 58            | 7° Eliminados | 7° Eliminados | 7° Eliminados | 7° Eliminados  | 7° Eliminados  | 7° Eliminados  |
| E. Barrantes | 52 | 56            | 52            | 57            | 64            | 54            | 6° Eliminados | 6° Eliminados | 6° Eliminados | 6° Eliminados | 6° Eliminados  | 6° Eliminados  | 6° Eliminados  |
| René         | 62 | 54            | 57            | 64            | 61            | 5° Eliminados | 5° Eliminados | 5° Eliminados | 5° Eliminados | 5° Eliminados | 5° Eliminados  | 5° Eliminados  | 5° Eliminados  |
| Eduardo      | 57 | 49            | 59            | 53            | 4° Eliminados | 4° Eliminados | 4° Eliminados | 4° Eliminados | 4° Eliminados | 4° Eliminados | 4° Eliminados  | 4° Eliminados  | 4° Eliminados  |
| Marilyn      | 59 | 54            | 56            | 3° Eliminados | 3° Eliminados | 3° Eliminados | 3° Eliminados | 3° Eliminados | 3° Eliminados | 3° Eliminados | 3° Eliminados  | 3° Eliminados  | 3° Eliminados  |
| Walter       | 50 | 51            | 2° Eliminados | 2° Eliminados | 2° Eliminados | 2° Eliminados | 2° Eliminados | 2° Eliminados | 2° Eliminados | 2° Eliminados | 2° Eliminados  | 2° Eliminados  | 2° Eliminados  |
| Javier       | 52 | 1° Eliminados | 1° Eliminados | 1° Eliminados | 1° Eliminados | 1° Eliminados | 1° Eliminados | 1° Eliminados | 1° Eliminados | 1° Eliminados | 1° Eliminados  | 1° Eliminados  | 1° Eliminados  |

     Puntaje más alto.

     Sentenciado/a, enviado/a al voto telefónico y salvado/a.

    
Sentenciado/a, enviado/a al voto telefónico y eliminado/a.

La plantilla {{Fn}} ya no debe usarse. En su lugar usa el nuevo sistema de referencias..  La soñadora Karina Severino sufrió una fuerte infección que le impidió asistir al programa por lo que no cantaron y quedaron sentenciados automáticamente 

## Desarrollo

### 1.ª Semana[7]
| Laura Rodríguez y Marko Jara (Tapón)                       | 21 | 7 | 21 | 7 | 56 |
| Domingo Argüello y Stephanie Chaverri (Geovanny Rodríguez) | 23 | 7 | 21 | 7 | 58 |
| William Santamaría y Sasha López (Frank Victory)           | 20 | 6 | 20 | 6 | 52 |
| Natalia Pereira y Eduardo Aguirre (Enrique Dodero)         | 24 | 8 | 18 | 7 | 57 |
| Eduardo Quesada y Ana Rodríguez (Eduardo Carmona)          | 18 | 7 | 24 | 8 | 57 |
| Edgar Murillo y Karla Mena (Juan Pablo Gómez)              | 23 | 8 | 19 | 7 | 57 |
| Marilyn Gamboa y Manuel Solano (Allan Guzmán)              | 24 | 8 | 20 | 7 | 59 |
| Pamela Alfaro y Romaldo Rodríguez (Bernardo Quesada)       | 24 | 8 | 23 | 8 | 63 |
| Javier Cuza y Carol Hernández (María Fernanda “Maf”)       | 18 | 6 | 21 | 7 | 52 |
| René Barbosa y Marilyn Villalobos (Fernando Castro)        | 24 | 8 | 22 | 8 | 62 |
| Walter Campos y Mildred Fernández (Luz María Romero)       | 19 | 6 | 18 | 7 | 50 |
| Hanzel Carvallo y Marco Romero (Rosanna Telford)           | 21 | 8 | 21 | 7 | 57 |
| Daniel Quirós y Karina Severino (Duvalier Quirós)          | 20 | 8 | 24 | 7 | 59 |

Resumen:

    Voto Secreto: Mariamalia Jacobo

    Mejor Puntaje: Pamela y Romaldo

    Sentenciados: Javier y Caro / Walter y Mildred

### 2.ª Semana
| Pamela Alfaro y Romaldo Rodríguez (Bernardo Quesada)       | 25 | 7 | 24 | 8 | 64 |
| Laura Rodríguez y Marko Jara (Tapón)                       | 21 | 7 | 22 | 7 | 57 |
| Edgar Barrantes y Sasha López (Frank Victory)              | 21 | 7 | 21 | 7 | 56 |
| Daniel Quirós y Karina Severino (Duvalier Quirós)          | 21 | 7 | 21 | 6 | 55 |
| Hanzel Carvallo y Marco Romero (Rosanna Telford)           | 19 | 7 | 23 | 6 | 55 |
| Domingo Argüello y Stephanie Chaverri (Geovanny Rodríguez) | 21 | 7 | 20 | 7 | 55 |
| Marilyn Gamboa y Manuel Solano (Allan Guzmán)              | 20 | 6 | 22 | 6 | 54 |
| René Barbosa y Marilyn Villalobos (Fernando Castro)        | 21 | 6 | 21 | 6 | 54 |
| Natalia Pereira y Eduardo Aguirre (Enrique Dodero)         | 20 | 7 | 20 | 6 | 53 |
| Edgar Murillo y Karla Mena (Juan Pablo Gómez)              | 18 | 6 | 21 | 7 | 52 |
| Walter Campos y Mildred Fernández (Luz María Romero)       | 21 | 7 | 17 | 6 | 51 |
| Eduardo Quesada y Ana Rodríguez (Eduardo Carmona)          | 20 | 6 | 18 | 5 | 49 |
| Javier Cuza y Carol Hernández (María Fernanda “Maf”)       | 19 | 6 | 20 | 6 | 51 |

Resumen:

    Voto Secreto: María Marta López  

    Mejor Puntaje: Pamela y Romaldo 

    Sentenciados: Walter y Mildred / Eduardo y Ana 

    Eliminados: Javier y Caro 

### 3.ª Semana
| Pamela Alfaro y Romaldo Rodríguez (Bernardo Quesada)       | 25 | 8 | 27 | 9 | 69 |
| Hanzel Carvallo y Marco Romero (Rosanna Telford)           | 27 | 9 | 24 | 7 | 67 |
| Natalia Pereira y Eduardo Aguirre (Enrique Dodero)         | 57 | 7 | 24 | 9 | 65 |
| Daniel Quirós y Karina Severino (Duvalier Quirós)          | 24 | 8 | 23 | 7 | 62 |
| Edgar Murillo y Karla Mena (Juan Pablo Gómez)              | 24 | 8 | 22 | 8 | 62 |
| Laura Rodríguez y Marko Jara (Tapón)                       | 22 | 7 | 25 | 7 | 61 |
| Eduardo Quesada y Ana Rodríguez (Eduardo Carmona)          | 21 | 7 | 23 | 8 | 59 |
| Domingo Argüello y Stephanie Chaverri (Geovanny Rodríguez) | 21 | 6 | 24 | 7 | 58 |
| René Barbosa y Marilyn Villalobos (Fernando Castro)        | 23 | 8 | 19 | 7 | 57 |
| Marilyn Gamboa y Manuel Solano (Allan Guzmán)              | 21 | 8 | 20 | 7 | 56 |
| Edgar Barrantes y Sasha López (Frank Victory)              | 21 | 6 | 19 | 6 | 52 |
| Walter Campos y Mildred Fernández (Luz María Romero)       | 24 | 7 | 24 | 7 | 62 |

Resumen:

    Voto Secreto: Fabián Zolo 

    Mejor Puntaje: Pamela y Romaldo 

    Sentenciados: Marilyn y Manuel / Barrantes y Sasha 

    Eliminados: Walter y Mildred 

### 4.ª Semana
| Daniel Quirós y Karina Severino (Duvalier Quirós)          | 23 | 7 | 26         | 8          | 64 |
| René Barbosa y Marilyn Villalobos (Fernando Castro)        | 22 | 7 | 25         | 10         | 64 |
| Pamela Alfaro y Romaldo Rodríguez (Bernardo Quesada)       | 24 | 8 | 24         | 8          | 64 |
| Edgar Murillo y Karla Mena (Juan Pablo Gómez)              | 21 | 6 | 26         | 9          | 62 |
| Hanzel Carvallo y Marco Romero (Rosanna Telford)           | 25 | 8 | 22         | 7          | 62 |
| Laura Rodríguez y Marko Jara (Tapón)                       | 22 | 6 | 23         | 9          | 60 |
| Natalia Pereira y Eduardo Aguirre (Enrique Dodero)         | 21 | 6 | 24         | 8          | 59 |
| Edgar Barrantes y Sasha López (Frank Victory)              | 20 | 7 | 22         | 8          | 57 |
| Domingo Argüello y Stephanie Chaverri (Geovanny Rodríguez) | 19 | 6 | 22         | 7          | 54 |
| Eduardo Quesada y Ana Rodríguez (Eduardo Carmona)          | 19 | 6 | 21         | 7          | 53 |
| Marilyn Gamboa y Manuel Solano (Allan Guzmán)              | 24 | 8 | Eliminados | Eliminados | 32 |

Resumen:

    Voto Secreto: Guorgen Dabaghyan 

    Mejor Puntaje: Karina y Daniel / René y Marilyn / Pamela y Romaldo 

    Sentenciados: Domingo y Stephanie / Eduardo y Ana

    Eliminados:  Marilyn y Manuel 

### 5.ª Semana
| Natalia Pereira y Eduardo Aguirre (Enrique Dodero)         | 26 | 8 | 28         | 9          | 71 |
| Pamela Alfaro y Romaldo Rodríguez (Bernardo Quesada)       | 27 | 9 | 26         | 8          | 70 |
| Hanzel Carvallo y Marco Romero (Rosanna Telford)           | 25 | 9 | 26         | 9          | 69 |
| Domingo Argüello y Stephanie Chaverri (Geovanny Rodríguez) | 24 | 8 | 27         | 8          | 67 |
| Daniel Quirós y Karina Severino (Duvalier Quirós)          | 22 | 9 | 25         | 9          | 65 |
| Laura Rodríguez y Marko Jara (Tapón)                       | 24 | 8 | 24         | 9          | 65 |
| Edgar Barrantes y Sasha López (Frank Victory)              | 22 | 8 | 26         | 8          | 64 |
| René Barbosa y Marilyn Villalobos (Fernando Castro)        | 24 | 8 | 22         | 7          | 61 |
| Edgar Murillo y Karla Mena (Juan Pablo Gómez)              | 21 | 7 | 21         | 8          | 57 |
| Eduardo Quesada y Ana Rodríguez (Eduardo Carmona)          | 21 | 7 | Eliminados | Eliminados | 28 |

Resumen:

    Voto Secreto: Mariamalia Jacobo  

    Mejor Puntaje: Natalia y Eduardo 

    Sentenciados: Murillo y Karla / René y Marilyn

    Eliminados: Eduardo y Ana 

### 6.ª Semana
| Daniel Quirós y Karina Severino (Duvalier Quirós)                  | 24 | 8 | 9          | 9          | 70 |
| Hanzel Carvallo y Marco Romero (Rosanna Telford)                   | 24 | 7 | 26         | 9          | 66 |
| Laura Rodríguez y Marko Jara (Tapón)                               | 26 | 9 | 23         | 8          | 66 |
| Pamela Alfaro y Romaldo Rodríguez (Bernardo Quesada)               | 24 | 7 | 27         | 8          | 66 |
| Natalia Pereira y Eduardo Aguirre (Enrique Dodero)                 | 24 | 8 | 25         | 8          | 65 |
| Domingo Domingo Argüello y Stephanie Chaverri (Geovanny Rodríguez) | 19 | 7 | 26         | 9          | 61 |
| Edgar Murillo y Karla Mena (Juan Pablo Gómez)                      | 24 | 8 | 19         | 7          | 58 |
| Edgar Barrantes y Sasha López (Frank Victory)                      | 16 | 5 | 25         | 8          | 54 |
| René Barbosa y Marilyn Villalobos (Fernando Castro)                | 20 | 7 | Eliminados | Eliminados | 27 |

Resumen:

    Voto Secreto: María Marta López 

    Mejor Puntaje: Daniel y Karina

    Sentenciados: Barrantes y Sasha / Murillo y Karla

    Eliminados: René y Marilyn 

### 7.ª Semana
| Laura Rodríguez y Marko Jara (Tapón)                       | 25 | 8 | 28         | 9          | 70 |
| Pamela Alfaro y Romaldo Rodríguez (Bernardo Quesada)       | 27 | 8 | 26         | 8          | 69 |
| Hanzel Carvallo y Marco Romero (Rosanna Telford)           | 26 | 8 | 26         | 8          | 68 |
| Daniel Quirós y Karina Severino (Duvalier Quirós)          | 25 | 8 | 26         | 8          | 67 |
| Natalia Pereira y Eduardo Aguirre (Enrique Dodero)         | 23 | 8 | 25         | 8          | 64 |
| Domingo Argüello y Stephanie Chaverri (Geovanny Rodríguez) | 22 | 7 | 22         | 7          | 58 |
| Edgar Murillo y Karla Mena (Juan Pablo Gómez)              | 21 | 7 | 18         | 6          | 52 |
| Edgar Barrantes y Sasha López (Frank Victory)              | 23 | 8 | Eliminados | Eliminados | 31 |

Resumen:

    Voto Secreto: Fabián Zolo 

    Mejor Puntaje: Laura y Marko 

    Sentenciados: Murillo y Karla / Domingo y Stephanie 

    Eliminados: Edgar Barrantes y Sasha 

### 8.ª Semana
| Pamela Alfaro y Romaldo Rodríguez (Bernardo Quesada)       | 27 | 10 | 27 | 10 | 74 |
| Daniel Quirós y Karina Severino (Duvalier Quirós)          | 28 | 9  | 26 | 9  | 72 |
| Hanzel Carvallo y Marco Romero (Rosanna Telford)           | 24 | 10 | 27 | 10 | 71 |
| Natalia Pereira y Eduardo Aguirre (Enrique Dodero)         | 24 | 9  | 27 | 10 | 70 |
| Laura Rodríguez y Marko Jara (Tapón)                       | 24 | 9  | 26 | 9  | 68 |
| Edgar Murillo y Karla Mena (Juan Pablo Gómez)              | 21 | 7  | 25 | 10 | 63 |
| Domingo Argüello y Stephanie Chaverri (Geovanny Rodríguez) | 25 | 7  | 24 | 10 | 66 |

Resumen:

    Voto Secreto: Guorgen Dabaghyan 

    Mejor Puntaje: Pamela y Romaldo 

    Sentenciados: Murillo y Karla / Laura y Marko

    Eliminados: Domingo y Stephanie

### 9.ª Semana
| Pamela Alfaro y Romaldo Rodríguez (Bernardo Quesada) | 25 | 10 | 26 | 8 | 69 |
| Hanzel Carvallo y Marco Romero (Rosanna Telford)     | 25 | 8  | 27 | 8 | 68 |
| Daniel Quirós y Karina Severino (Duvalier Quirós)    | 23 | 8  | 27 | 9 | 67 |
| Laura Rodríguez y Marko Jara (Tapón)                 | 24 | 7  | 24 | 8 | 63 |
| Natalia Pereira y Eduardo Aguirre (Enrique Dodero)   | 23 | 9  | 23 | 7 | 62 |
| Edgar Murillo y Karla Mena (Juan Pablo Gómez)        | 21 | 7  | 19 | 7 | 54 |

Resumen:

    Voto Secreto:  Mariamalia Jacobo

    Mejor Puntaje: Romaldo y Pamela

    Sentenciados: Natalia y Eduardo / Laura y Marko

    Eliminados: Murillo y Karla 

### 10.ª Semana
| Daniel Quirós y Karina Severino (Duvalier Quirós)    | 27 | 9 | 29 | 9 | 74 |
| Hanzel Carvallo y Marco Romero (Rosanna Telford)     | 28 | 9 | 28 | 9 | 74 |
| Laura Rodríguez y Marko Jara (Tapón)                 | 27 | 8 | 28 | 9 | 72 |
| Pamela Alfaro y Romaldo Rodríguez (Bernardo Quesada) | 25 | 8 | 26 | 8 | 67 |
| Natalia Pereira y Eduardo Aguirre (Enrique Dodero)   | 26 | 8 | 25 | 8 | 67 |

Resumen:

    Voto Secreto:  María Marta López 

    Mejor Puntaje: Daniel y Karina / Hanzel y Marco

    Sentenciados: Pamela y Romaldo / Laura y Marko 

    Eliminados: Natalia y Eduardo 

### 11.ª Semana
| Hanzel Carvallo y Marco Romero (Rosanna Telford)     | 27 | 9 | 30 | 10 | 30 | 10 | 116 |
| Pamela Alfaro y Romaldo Rodríguez (Bernardo Quesada) | 26 | 9 | 29 | 10 | 28 | 9  | 111 |
| Daniel Quirós y Karina Severino (Duvalier Quirós)    | 0  | 0 | 0  | 0  | 0  | 0  | 0   |
| Laura Rodríguez y Marko Jara (Tapón)                 | 26 | 9 | 24 | 7  | 27 | 8  | 101 |

Resumen:

    Voto Secreto:  Fabián Zolo 

    Mejor Puntaje: Hanzel y Marco 

    Sentenciados: Daniel y Karina / Pamela y Romaldo 

    Eliminados: Laura y Marko 

### 12.ª Semana
| Pamela Alfaro y Romaldo Rodríguez (Bernardo Quesada) | 28 | 10 | 29         | 10         | 28         | 10         | 115 |
| Hanzel Carvallo y Marco Romero (Rosanna Telford)     | 27 | 10 | 30         | 10         | 28         | 10         | 115 |
| Daniel Quirós y Karina Severino (Duvalier Quirós)    | 27 | 9  | Eliminados | Eliminados | Eliminados | Eliminados | 36  |

Resumen:

    Voto Secreto:  Guorgen Dabaghyan 

    Ganadores: Pamela y Romaldo

    Segundos:  Hanzel y Marco 

    Terceros: Daniel y Karina 